# Tổng thống Israel
Tổng thống Israel (tiếng Hebrew: נְשִׂיא הַמְּדִינָה, Nesi HaMedina, nghĩa là Tổng thống Quốc gia) là Nguyên thủ quốc gia Israel, người đứng đầu Nhà nước. Song chức vụ Tổng thống chỉ mang tính hình thức, (do sự chi phối của phủ Nghị viện do Thủ tướng đứng đầu). Tuy nhiên, Tổng thống vẫn có một số quyền lực riêng lẻ như phủ quyết một vài đạo luật, chọn hoặc bãi nhiệm Thủ tướng.
Tổng thống hiện tại là ông Isaac Herzog (từ ngày 7 tháng 7 năm 2021).

## Bầu cử
Tổng thống được bầu bởi đa số tuyệt đối bởi Quốc hội Israel. Nếu không có ứng cử viên nào đạt được đa số tuyệt đối số phiếu bầu trong vòng bỏ phiếu đầu tiên, thì vòng thứ hai được tổ chức với hai ứng cử viên có số phiếu bầu nhiều nhất trong vòng đầu tiên. Khi bầu tổng thống, các thành viên của Quốc hội Israel bỏ phiếu kín. Tổng thống được bầu vào nhiệm kỳ bảy năm, và không thể tái cử. Cho đến năm 2000, tổng thống được bầu vào nhiệm kỳ 5 năm và được phép phục vụ hai nhiệm kỳ.
Bất kỳ công dân Israel nào cư trú trên lãnh thổ Israel đều đủ điều kiện để tranh cử vào chức vụ tổng thống. Chức vụ này bị khuyết khi vị tổng thống hoàn thành nhiệm kỳ, từ chức, hoặc ba phần tư Quốc hội quyết định phế truất tổng thống trên cơ sở hành vi sai trái hoặc mất năng lực. Nhiệm kỳ của tổng thống không trùng với nhiệm kỳ của Quốc hội nhằm đảm bảo tính liên tục trong chính phủ và tính chất phi đảng phái của chức vụ này. Không có phó tổng thống trong hệ thống chính phủ của Israel. Nếu tổng thống tạm thời mất năng lực hoặc rời nhiệm sở, Chủ tịch Quốc hội sẽ trở thành quyền tổng thống.
Cuộc bầu cử tổng thống lần đầu tiên diễn ra vào ngày 16 tháng 2 năm 1949, và người chiến thắng là Chaim Weizmann. Lần thứ hai diễn ra vào năm 1951, vào thời điểm đó nhiệm kỳ tổng thống trùng với nhiệm kỳ Quốc hội (Quốc hội khóa đầu tiên có nhiệm kỳ chỉ hai năm). Một cuộc bầu cử khác đã diễn ra một năm sau khi Weizmann qua đời.
Kể từ đó, cuộc bầu cử đã được tổ chức vào các năm 1957, 1962, 1963 (một cuộc bầu cử sớm sau cái chết của Yitzhak Ben Zvi), 1968, 1973, 1978, 1983, 1988, 1993, 1998, 2000, 2007 và 2014. Sáu cuộc bầu cử (1951, 1957, 1962, 1968, 1978 và 1988) đã diễn ra không có ứng cử viên đối lập, mặc dù một cuộc bỏ phiếu vẫn được tổ chức.

## Quyền hạn và trách nhiệm
Quyền hạn của Tổng thống Israel nói chung tương đương với các quyền của người đứng đầu nhà nước ở các nền dân chủ của nghị viện khác và phần lớn được quy định bởi bộ Luật cơ bản của Israel  đã thông qua năm 1964. Luật này cũng bao gồm các phần về quyền hạn của Tổng thống liên quan đến chính phủ. Tổng thống ký các điều luật (ngoại trừ những điều liên quan đến quyền hạn của Tổng thống) và các hiệp ước quốc tế hoặc song phương được phê chuẩn bởi Quốc hội. Ngoài ra, Tổng thống tiếp nhận quốc thư của các đại sứ và tiếp nhận giấy ủy nhiệm của các nhà ngoại giao nước ngoài, bổ nhiệm Thống đốc Ngân hàng Israel, Kiểm soát viên Nhà nước theo khuyến nghị của Ủy ban Hạ viện Quốc hội, các thành viên của Hội đồng Giáo dục Đại học, Học viện Quốc gia Khoa học, Cơ quan Phát thanh Truyền hình, Cơ quan Cải huấn Tù nhân, Hội đồng Rabbinical, Wolf Foundation, Chủ tịch của Magen David Adom, Chủ tịch Học viện Khoa học và Nhân văn Israel, và bổ nhiệm Thủ tướng. Tổng thống cũng có quyền tha tội hoặc giảm án cho cả binh sĩ và thường dân, và chỉ định các thẩm phán cho các tòa án, kể cả Tòa án Tối cao sau khi được chỉ định bởi Ủy ban tuyển chọn tư pháp.
Ngoài ra, khoản 29a của Luật cơ bản của Chính phủ cũng quy định rằng Tổng thống phải chấp thuận giải thể Quốc hội theo yêu cầu của Thủ tướng Chính phủ khi chính phủ mất đa số và do đó không còn hiệu quả nữa.
Quyền lực của tổng thống thường được thực căn cứ vào đề nghị của các bộ trưởng chính phủ tương ứng.
Vai trò quan trọng nhất của Tổng thống, trên thực tế, là giúp lãnh đạo quá trình hình thành một chính phủ. Bởi vì một đảng phái không thể có toàn quyền lãnh đạo, tổng thống sẽ tham vấn ý kiến những nhà lãnh đạo của các đảng để xác định ai có khả năng chỉ huy đa số trong Quốc hội.

## Các vai trò khác
Tổng thống trao Giải thưởng Israel trong ngày Độc lập - Yom Ha'atzmaut và giải thưởng Wolf. Tổng thống cũng là người chủ trì buổi lễ khai mạc các kỳ họp bán niên của Quốc hội, cũng như các buổi lễ kỷ niệm chính thức hàng năm: Yom Hazikaron và Yom HaShoah.

## Thông tin cơ bản về tổng thống
Hầu hết các tổng thống Israel đều tham gia hoạt động chính trị hoặc hoạt động của người Do Thái trước khi nhậm chức. Một số cũng được phân biệt trong các lĩnh vực khác: ví dụ, Chaim Weizmann là một nhà nghiên cứu hóa học hàng đầu đã thành lập Viện Khoa học Weizmann ở Rehovot; Zalman Shazar là một tác giả, nhà thơ, nhà báo; Và Chaim Herzog là một nhà lãnh đạo quân sự, luật sư và nhà ngoại giao.
Các vị tổng thống đầu tiên của Israel được sinh ra ở Đế quốc Nga cũ, điều này đúng với sự lãnh đạo của nhiều người trong những ngày đầu của nhà nước. Chủ tịch đầu tiên sinh ra, cũng như người đầu tiên có nền Sephardi, là Yitzhak Navon. Vị tổng thống đầu tiên có nền tảng Tây Âu là Chaim Herzog, người đến từ Belfast, Vương quốc Anh. Tổng thống đầu tiên có nền tảng Mizrah là Moshe Katsav, người sinh ra ở Iran.

## Liên kết chính trị
Tất cả các tổng thống Israel từ Yitzhak Ben-Zvi đến Ezer Weizman đều là thành viên hoặc có quan hệ với Công đảng (và những tổ chức tiền thân của Đảng này), và có quan điểm chính trị ôn hòa. Moshe Katsav là tổng thống đầu tiên của Đảng Likud. Những khuynh hướng này đặc biệt quan trọng trong cuộc bầu cử cho Yitzhak Navon của Công đảng vào tháng 4 năm 1978, sau khi liên minh cầm quyền Likud không bầu chọn được ứng cử viên của mình vào chức vụ tổng thống. Các nhà quan sát Israel tin rằng, nhằm chống lại sự lãnh đạo phân cực của Thủ tướng Menachem Begin, Navon, tổng thống đầu tiên của quốc gia Sephardi, đã cung cấp cho Israel sự thống nhất về lãnh đạo tượng trưng vào thời điểm tranh cãi chính trị và biến động lớn. Năm 1983, Navon quyết định tái nhập vào chính sách lao động sau 5 năm phục vụ dưới thời tổng thống và Chaim Herzog (trước đây là người đứng đầu tình báo quân sự và Đại sứ Israel tại Liên Hợp Quốc) đã kế nhiệm ông làm tổng thống thứ sáu của Israel. Chiến thắng của Mosi Katsav của Likud trước Shimon Peres của Công đảng vào năm 2000 (theo hình thức bỏ phiếu kín) là một sự thất vọng.
Albert Einstein, một người Do Thái nhưng không phải là công dân Israel, đã được đề nghị trao chức vụ tổng thống năm 1952  nhưng ông đã từ chối đề nghị, ông nói rằng "Tôi rất xúc động trước lời đề nghị của Nhà nước Israel, và ngay lập tức buồn bã và xấu hổ vì tôi không thể chấp nhận. Suốt đời tôi, tôi đã xử lý các vấn đề khách quan, vì vậy tôi thiếu cả năng lực tự nhiên và kinh nghiệm để cư xử đúng đắn với mọi người và thực hiện các chức năng chính thức". Ehud Olmert đã được người ta cho rằng đã cân nhắc trao chức tổng thống cho một người không phải là người Israel, Elie Wiesel, nhưng ông được cho là "rất không quan tâm".